# 해피 밸리 (드라마)
《해피 밸리》(영어: Happy Valley)는 영국의 범죄, 경찰 드라마이다. 2014년 4월 29일부터 2023년 2월 5일까지 BBC One에서 방송되었다.